# Luca Carboni
 (août 2016).
Si vous disposez d'ouvrages ou d'articles de référence ou si vous connaissez des sites web de qualité traitant du thème abordé ici, merci de compléter l'article en donnant les références utiles à sa vérifiabilité et en les liant à la section « Notes et références ».
Pour les articles homonymes, voir Carboni.
Luca Carboni est un chanteur et auteur-compositeur italien né le 12 octobre 1962 à Bologne.

## Biographie

### Les débuts
Il s'initie à la musique très jeune par vendre de la musique, commençant à apprendre le piano à l'âge de 6 ans. En 1976, il forme avec des amis le groupe Teobaldi Rock, dans lequel il officie en tant que guitariste. C’est pour ce groupe qu'il écrit ses premières chansons. Le style en est très influencé par les genres alors en vogue, le punk, puis la new wave. À partir de 1980, le groupe commence à se produire régulièrement dans des concerts locaux. En 1981, Teobaldi Rock sort son premier 45 tours, qui restera le seul, le groupe se séparant peu après.
Carboni n'abandonne pas pour autant sa volonté de percer dans le domaine musical. Il se rend ainsi régulièrement à l’Osteria da Vito, qui est à l’époque l’un des lieux principaux de la scène musicale bolonaise. C’est ainsi qu’il y rencontre les musiciens du groupe Stadio (qui se fera surtout connaître par la suite en accompagnant régulièrement Lucio Dalla), qui lui proposent d'écrire un titre pour leur premier album. Carboni compose alors le titre Navigando Controvento, enregistré par Stadio pour son premier album sorti en 1982.

### Les deux premiers albums
Grâce à ces contacts, Luca Carboni a l’occasion d’enregistrer en 1983 son premier album intitulé … E intanto Dustin Hoffman non sbaglia un film, commercialisé l’année suivante chez RCA. L’album bénéficie d’un bon accueil critique et d’un succès commercial honorable avec 30000 exemplaires vendus auxquels s'ajoutent les 50000 du single Ci stiamo sbagliando.
En 1985, Carboni signe son deuxième album, Forever, dont les ventes sont légèrement supérieures à celles du précédent (70000). Il se lance ensuite dans sa première grande tournée en Italie. Parallèlement, il commence à peindre et à dessiner régulièrement.

### Premiers succès publics
En 1987 sort l’album suivant sobrement intitulé Luca Carboni, auquel il a travaillé pendant deux ans. Il obtient un succès sans commune mesure avec celui qu’il avait connu auparavant : près de 700 000 exemplaires vendus, notamment grâce au succès des singles Silvia lo sai et Farfallina. Carboni devient ainsi célèbre dans toute l'Italie, et acquiert également une audience internationale avec la sortie de versions en espagnol des tubes extraits de l'album. Il trouve avec cet album le style qui va lui rester attaché, un rock mélodique, souvent teinté de mélancolie. Malgré quelques textes évoquant les problèmes de la jeunesse (comme Silvia lo sai sur le thème de la drogue), son sujet de prédilection reste les histoires d’amour, ce qui n’est pas sans lui attirer des critiques lui reprochant un manque d’engagement politique.

### Les albums de la maturité
Le nouvel album Persone Silenziose (1989) se veut particulièrement intimiste, en hommage aux « personnes silencieuses », les humbles dont on ne parle jamais dans les médias. Le thème est à rapprocher de la personnalité du chanteur, qui se caractérise par un certain refus de la célébrité. Dans le même ordre d'idées, il assure une promotion minimale pour le disque, ce qui ne l'empêche pas de s'écouler à plus de 500 000 exemplaires.
Près de deux ans plus tard, Carboni sort ce qui reste son plus grand succès à ce jour, l'album Carboni (1992). Plusieurs singles qui en sont extraits deviennent des hits : Ci vuole un fisico bestiale, chronique ironique de la société de consommation,  le mélancolique Mare mare, véritable tube de l'été, La mia città, et la chanson d’amour Le storie d'amore.
L’album est suivi par une grande tournée, le « Ci vuole un fisico bestiale-Tour », qui se termine par huit dates communes avec le chanteur Jovanotti. La tournée donne lieu à l’enregistrement de l’album live Dario Carboni, qui est le premier à être véritablement commercialisé dans d'autres pays que l'Italie ; à la suite de cet album, Luca Carboni donne des concerts dans 10 pays européens.

### Nouvelles expérimentations
Plutôt que de répéter la formule gagnante des albums précédents, Carboni préfère se tourner pour ses nouvelles productions vers un style plus expérimental et minimialiste. Ainsi le son de l’album MONDO world welt monde (1995) apparaît globalement plus dur, moins produit que ses productions précédentes. C’est particulièrement évident avec  le single Inno Nazionale, consacré à une critique du racisme et de l'individualisme. L’aspect « mal produit » vaut quelques critiques négatives à ce nouvel album, bien qu’il s’agisse manifestement d’un choix délibéré de l’artiste.
L’année 1996 est marquée par une nouvelle tournée italienne, ainsi que par la sortie d'une version espagnole du nouvel album, Mundo, réalisée en collaboration avec Miguel Bosé.
Le paroxysme du minimalisme recherché par Carboni est atteint avec l’album Carovana (1998), qu’il réalise entièrement seul par ordinateur. Le single assez vivant Le ragazze fait figure d’exception au milieu de chansons particulièrement lentes au chant murmuré. Cet album expérimental est suivi par une tournée qui ne l'est pas moins pour un artiste rock, avec la présence sur scène d’un orchestre de chambre (OFI Chamber Orchestra).
Une tournée plus traditionnelle dans les stades italiens a lieu l’année suivante. Une compilation de ses plus grands succès Il tempo dell'amore est également publiée en 1999, avec deux inédits La mia ragazza et Il tempo dell'amore. Une tournée européenne s’ensuit en 2000.

### Depuis 2001
En 2001 sort l’album LU*CA, qui marque un retour au style mélancolique caractéristique de Carboni. Toutes les chansons sauf deux sont de son fils Samuele. L’album obtient à nouveau un succès important, de même que les singles Mi ami davvero, La nostra storia,  le parole sowie Stellina (dei cantautori).  
En 2002 sort un DVD regroupant 10 clips vidéo issus des albums précédents. En 2003 est publié le deuxième album-live de la carrière de Carboni, Live, qui comporte des enregistrements de différents concerts entre 1992 et 2002, ainsi que l’inédit Settembre. Il effectue en 2004 une nouvelle tournée.
En 2006, Carboni participe à l’album … Le band si sciolgono, aux côtés d’autres artistes comme Pino Daniele ou Tiziano Ferro.

## Discographie
- … E intanto Dustin Hoffman non sbaglia un film (1984)
- Forever (1985)
- Luca Carboni (1987)
- Persone silenziose (1989)
- Carboni (1992)
- Diario Carboni (1993)
- MONDO world welt monde (1995)
  - Mundo (1996)
- Carovana (1998)
- Il tempo dell'amore (1999)
- LU*CA (2001)
- Live (2003)
- … Le band si sciolgono (2006)